# Faust and Marguerite
Faust and Marguerite je americký němý film z roku 1900. Režisérem je Edwin S. Porter (1870–1941). Film trvá zhruba jednu minutu a premiéru měl 28. února 1900.
Film byl založen na motivy francouzské opery Faust od Charlese Gounoda z roku 1859. Nejedná se však o první filmové zobrazení Fausta, první filmovou adaptaci s podobným dějem zpracoval již Georges Méliès snímkem Faust et Marguerite v roce 1897.

## Děj
Faust a Marguerite si spolu u krbu povídají a náhle se před nimi objeví Mefisto, který nabídne Faustovi svůj meč, aby zabil Marguerite. Ten to odmítne a Mefisto se ji pokusí zabít sám. Když se ji pokusí podříznout krk, na jejím místě se nečekaně objeví Faust, který se s Marguerite záhadným způsobem prohodil. Oba se znovu prohodí a Mefisto se rozhodne probodnout z dálky přihlížejího Fausta. Ten však zmizí a zanechá po sobě lidskou kostru. Poté zmizí Marguerite a nakonec i samotná kostra. V místnosti se objeví kněz a Mefisto se ztratí. Na závěr kněz Fausta a Marguerite oddá.